# Grande Prêmio dos Países Baixos de 1969
O Grande Prêmio dos Países Baixos de Fórmula 1 de 1969 foi realizado em Zandvoort em 21 de junho de 1969. Quarta etapa do campeonato, foi vencido pelo britânico Jackie Stewart.

## Classificação da prova
| Pos. | Nº | Piloto               | Construtor   | Voltas | Tempo/Diferença | Grid | Pontos |
| ---- | -- | -------------------- | ------------ | ------ | --------------- | ---- | ------ |
| 1    | 4  | Jackie Stewart       | Matra-Ford   | 90     | 2:06:42.08      | 2    | 9      |
| 2    | 10 | Jo Siffert           | Lotus-Ford   | 90     | + 24.52         | 10   | 6      |
| 3    | 8  | Chris Amon           | Ferrari      | 90     | + 30.51         | 4    | 4      |
| 4    | 7  | Denny Hulme          | McLaren-Ford | 90     | + 37.16         | 7    | 3      |
| 5    | 12 | Jacky Ickx           | Brabham-Ford | 90     | + 37.67         | 5    | 2      |
| 6    | 11 | Jack Brabham         | Brabham-Ford | 90     | + 1:10.81       | 8    | 1      |
| 7    | 1  | Graham Hill          | Lotus-Ford   | 88     | + 2 voltas      | 3    |        |
| 8    | 5  | Jean-Pierre Beltoise | Matra-Ford   | 87     | + 3 voltas      | 11   |        |
| 9    | 14 | John Surtees         | BRM          | 87     | + 3 voltas      | 12   |        |
| 10   | 18 | Vic Elford           | McLaren-Ford | 84     | + 6 voltas      | 15   |        |
| Ret  | 17 | Silvio Moser         | Brabham-Ford | 54     | Ignição         | 14   |        |
| Ret  | 6  | Bruce McLaren        | McLaren-Ford | 24     | Suspensão       | 6    |        |
| Ret  | 2  | Jochen Rindt         | Lotus-Ford   | 16     | Semieixo        | 1    |        |
| Ret  | 16 | Piers Courage        | Brabham-Ford | 12     | Embreagem       | 9    |        |
| Ret  | 15 | Jackie Oliver        | BRM          | 9      | Câmbio          | 13   |        |

## Tabela do campeonato após a corrida
|   | Pos. | Piloto         | Pontos |
| - | ---- | -------------- | ------ |
|   | 1    | Jackie Stewart | 27     |
|   | 2    | Graham Hill    | 15     |
| 2 | 3    | Jo Siffert     | 13     |
|   | 4    | Denny Hulme    | 11     |
| 2 | 5    | Bruce McLaren  | 10     |

|   | Pos. | Construtor   | Pontos |
| - | ---- | ------------ | ------ |
|   | 1    | Matra-Ford   | 27     |
|   | 2    | Lotus-Ford   | 21     |
|   | 3    | McLaren-Ford | 15     |
|   | 4    | Brabham-Ford | 9      |
| 3 | 5    | Ferrari      | 4      |

- Nota: Somente as primeiras cinco posições estão listadas. Em 1969 os pilotos computariam cinco resultados nas seis primeiras corridas do ano e quatro nas cinco últimas. Neste ponto esclarecemos: na tabela dos construtores figurava somente o melhor colocado dentre os carros de um time.